# 尼克·赫德
尼克·赫德（英語：Nick Hurd；1962年5月13日—），英國政治人物，他的黨籍是保守黨。自2010年開始，他擔任賴斯利普、諾斯伍德和平納選區選出的英國下議院議員。他畢業於牛津大學埃克塞特學院。